# OpenSPARC
OpenSPARC è un progetto open source hardware che mira a diffondere la piattaforma SPARC e a studiarne migliorie e modifiche tramite il metodo open source. Il progetto venne avviato nel dicembre 2005 con il contributo di Sun Microsystems che fornì il progetto a livello Register transfer level (RTL) Verilog del processore a 64-bit, 32 thread UltraSPARC T1.
Il 21 marzo 2006 Sun ha pubblicato il codice sorgente del core del processore T1 sotto licenza GPL e nel 12 dicembre 2007 ha pubblicato anche il processore UltraSPARC T2 tramite licenza GPL.

## Implementazioni disponibili
- S1 Core